# Tsukahara (sport)
Lo Tsukahara è un salto della ginnastica artistica, che consiste in un doppio salto indietro raccolto con doppio avvitamento, che può essere eseguito sul primo o sul secondo salto (full in-full out) È presente sia nella maschile che nella femminile. Può essere eseguito come diagonale al corpo libero, come uscita alle parallele, trave, sbarra. Fu inventato dal ginnasta giapponese Mitsuo Tsukahara, da cui prende il nome. Se il salto viene eseguito con due avvitamenti è detto "tsukahara avvitato".
Inoltre esiste anche un gruppo a volteggio chiamato tsukahara, consiste in un'entrata in avanti (ribaltata) con un quarto di giro.